# Zamek w Monasterzyskach
Zamek w Monasterzyskach – dawny zamek wybudowany przez Sienieńskich herbu Dębno w Monasterzyskach.

## Opis
Warowny zamek istniał do połowy XVIII w. Ludwika Potocka wydzierżawiła zamek rządowi Austrii na fabrykę tytoniu. Niebawem zamek spłonął i nie został odbudowany.

## Pałac w Monasterzyskach
Pałac wybudowany na planie prostokąta w stylu klasycystycznym, w 1780 r. przez Ludwikę Potocką przetrwał do 1914 r., kiedy spłonął podpalony przez Kazaków Imperiumu Rosyjskiego. W 1917 r. podczas I wojny światowej pociski artyleryjskie wysadziły lewe skrzydło obiektu. W 1918 r. rozpoczęto odbudowę obiektu, której nie dokończono. Pałac w środkowej części był piętrowy, a po bokach parterowy.